# パウロ・マレラ
パウロ・マレラ（イタリア語:Paolo Marella, 1895年1月25日 – 1984年10月15日）は、ローマ・カトリック教会のイタリア人枢機卿。ローマ教皇庁に仕えて教皇使節の経歴を重ね、1959年にヨハネ23世によって枢機卿の位に挙げられた。

## 生涯
ローマで父ルイージと母ヴィンチェンツァ（旧姓バルドーニ）のあいだに生まれ、教皇庁立ローマ神学校とローマ・ラ・サピエンツァ大学で学んだ。1918年2月23日にバジリオ・ポンピリ枢機卿によって司祭に叙階され、1922年までローマで司牧しながら研究を進めた。
1922年から1924年まで、マレラはローマ教皇庁布教聖省の役人であった。1923年1月9日に教皇侍従、1933年4月5日に教皇の家庭の名誉会員である聖職者となった。その後、米国への使徒代表団の監査役（1924年–1933年）および臨時代理大使（1933年2月から9月）を務めた。
1933年9月15日、マレラはピウス11世からドクレア名義大司教に任命された。10月29日、プロパガンダ大学聖堂でピエトロ・フマゾーニ・ビオンディ枢機卿の主司式、カルロ・サロッティ大司教とドメニコ・スポルベリーニ大司教の共同聖別により、司教に叙階された。翌日10月30日に日本への教皇使節に任命された。1942年、バチカンが日本との事実上の外交関係を受け入れたとき、マレラは「完全な外交特権」を与えられた。1948年10月27日、マレラはオーストラリア、ニュージーランド、オセアニアへの教皇使節に任命された。
1949年2月4日、離任につき皇居を訪問。昭和天皇の午餐の陪食を賜る。
また、1940年代にピウス12世の代理人としてフランスに派遣された。エマニュエル・セレスタン・シュアール枢機卿が他の抗議にもかかわらず支援していたと教皇が信じていた労働司祭運動を根絶することを目指していた。マレラは1953年4月15日に教皇使節としてアンジェロ・ロンカリ大司教（将来のヨハネ23世）を引き継いだ。
ヨハネ23世は、1959年12月14日に開催された教会会議で枢機卿に任命し、マレラはシャルル・ド・ゴール大統領からパリで赤いビレッタを受け取った。1960年3月28日の教会会議で、彼をサンタンドレア・デッレ・フラッテの司祭枢機卿として発表した。1961年8月14日にサンピエトロ大聖堂の主席司祭に任命されたマレラは、1962年から1965年まで第2バチカン公会議に出席し、1963年のパウロ6世を選出したコンクラーヴェに参加した枢機卿選挙人の1人であった。
1964年4月20日、教皇の使節としてニューヨーク万国博覧会のバチカンのパビリオンでピエタの除幕式を主催。また、4人のリベラルな神学者が講義を行うのを禁じ、それによりマレラが称賛したアメリカ・カトリック大学を含む4つの大学から名誉博士号を授与された。
1964年5月19日、非キリスト教徒事務局長に就任し、パリのノートルダム大聖堂の建立800周年（1964年5月27日）、日本で最初のカトリック宣教師が東京に到着した100周年記念式典（1965年1月12日）、及びピッツバーグで開催されたキリスト教教義連合全国会議（1966年8月28日）への教皇特使を務めた。
1970年、マレラは日本万国博覧会（大阪万博）の教皇代表を務めた。1973年2月末に事務局長を辞任し、1977年12月12日からその死まで、枢機卿団の副団長であった。